# Urocystis eranthidis
Urocystis eranthidis är en svampart som först beskrevs av Giovanni Passerini, och fick sitt nu gällande namn av Ainsw. & Sampson 1950. Urocystis eranthidis ingår i släktet Urocystis och familjen Urocystidaceae.   Inga underarter finns listade i Catalogue of Life.